# Jeanne Ilunga Zaina
Jeanne Ilunga Zaina est une femme politique congolaise, vice-ministre de l’Environnement et du Développement durable dans le gouvernement Ilunga, du 26 août 2019 au 26 avril 2021, date à laquelle ce gouvernement, renversé par une motion de censure en janvier 2021 est remplacé par celui de Sama Lukunde.

## Biographie

### Jeunesse et formation
Jeanne Ilunga Zaina est originaire de la province de Haut-Lomami. Elle est licenciée en science vétérinaire à l'université de Lubumbashi.

### Débuts en politique.
Jeanne Jeanne Ilunga Zaina débute en politique en rejoignant l'UNC en 2011 : elle joue alors le rôle de secrétaire dans les instances locales du parti. Dans son territoire, elle a été aussi élue comme député provinciale.

### Ministre de l'Environnement et du Développement durable
Le 26 août 2019, le Premier ministre Sylvestre Ilunga annonce la formation de son gouvernement ; Jeanne Ilunga Zaina est nommée vice-ministre chargée de l’environnement et du développement durable,.
En tant que ministre, elle organise du 25 au 28 novembre 2019 à La Gombe un atelier de formation et de sensibilisation portant sur le genre, d'une part, et la résilience face au changement climatique d'autre part, sujet particulièrement sensible dans le pays qui compte le deuxième plus vaste massif forestier tropical du monde,.